# شهرستان هوکوو
شهرستان هوکوو (به لاتین: Hukou County) یک منطقهٔ مسکونی در چین است که در جیاجیانگ واقع شده‌است.